# Ukrainske (Sinélnikove)
Ukrainske (en ucraniano: Українське) es un pueblo ucraniano perteneciente al óblast de Dnipropetrovsk. Situado en el este del país, es parte del raión de Sinélnikove y centro del municipio (hromada) homónimo.

## Toponimia
El nombre del asentamiento en ruso es Ukraínskoye (en ruso: Украинское).   

## Geografía
Ukrainske se encuentra a orillas del río Suji Bichok, 80 km al este de Sinélnikove y 116 km al sureste de Dnipró. 

## Historia
Ukrainske fue fundado en 1929 como un complejo de viviendas para los trabajadores de una granja colectiva. En 1938, el pueblo de Ukrainske fue clasificado como asentamiento de tipo urbano. 